# Свети Клемент (острво)
Свети Клемент је острво у хрватском дијелу Јадранског мора. Налази се у групи Паклених отока у средњој Далмацији југозападно од острва Хвар. Његова површина износи 5,27 km², док дужина обалске линије износи 29,891 km и највеће је острво архипелага. Највиши врх Vela glava је висок 94 m. Мањи дио острва је обрастао у макију и ниску борову шуму. На острву се налазе три повремено насељена насеља: Палмижана, Момића Поље и Влака. У Палмижани је у љетним мјесецима, отворена АЦИ марина Палмижана, док је у заливу Солине сидриште за једрилице и мање лађе. Административно припада Граду Хвару у Сплитско-далматинској жупанији.